# Symarip
Symarip (zwischenzeitlich auch als The Bees, The Pyramids, Seven Letters, E.K. Bunch, Sonny and the Stoneagers und Zubaba) war eine Ska- und Reggae-Band aus Großbritannien, die in den späten 1960ern gegründet wurde.

## Geschichte
Die Band bestand aus karibischen/westindischen Migrantenkindern und gilt als eine der „originalen“ Skinhead-Bands, da sie zu den ersten gehörte, die sich durch ihre Texte bewusst die junge Skinheadbewegung als Publikum suchten. Ihr Musikstil wurde auch Skinhead Reggae genannt, und ihre Hits wie „Skinhead Moonstomp“, „Skinhead Girl“ und „Skinhead Jamboree“ unterstreichen ihre Szenezugehörigkeit. 1971 ging die Band nach Deutschland, um dort Reggae und den sogenannten Afro-Rock unter dem Namen Zubaba aufzuführen. 1980 wurde das Album Skinhead Moonstomp wiederveröffentlicht, das bereits 1970 erschienen war und Symarip erreichte zum ersten Mal die UK-Charts. Die Band trennte sich offiziell im Jahr 1983. Trojan Records veröffentlichte 2004 ein Best-Of-Album – mit einer Neuveröffentlichung namens „Back From the Moon“, die von zwei ehemaligen Bandmitgliedern, Monty Neysmith und Roy Ellis, eingespielt wurde. Der Song „Skinhead Moonstomp“ basiert auf dem Derrick-Morgan-Song „Moon Hop“. Roy Ellis, bekannt auch als Mr. Symarip, tritt heute noch als Solokünstler auf.

## Diskografie (Auswahl)

### Alben
- The Pyramids – The Pyramids – President Records – PTL-1021 (1969)
- Symarip – Skinhead Moonstomp – Trojan – TBL-102 (1970)
- The Pyramids – Drunk and Disorderly – Ariola Records (1979)
- Simaryp – Skinhead Moonstomp – Trojan Records – TRLS187 (1980)
- Simaryp – Skinhead Moonstomp – Trojan Records – CDTRL187 (1995)
- Symarip/The Pyramids/Seven Letters – The Best Of – Trojan TJACD154 (2004)

### Singles
- „Fung Shu“ / „Tomorrow At Sundown“ – Doctor Bird – DB-1306 (1969)
- „Skinhead Moonstomp“ / „Must Catch A Train“ – Treasure Isle – TI-7050 (1969)
- „Parson’s Corner“ / „Redeem“ – Treasure Isle – I-7054 (1970)
- „La Bella Jig“ / „Holiday By The Sea“ – Treasure Isle – TI-7055 (1970)
- „Skinhead Moonstomp“ / „Skinhead Jamboree“ – Trojan – TR-9062 (1979)